# Anisaedus levii
Anisaedus levii là một loài nhện trong họ Palpimanidae. Loài này được phát hiện ở waarschijnlijk West-Afrika.